# Thanksgiving of Horror
«Thanksgiving of Horror» (укр. «Жах на День подяки») — восьма серія тридцять першого сезону мультсеріалу «Сімпсони», прем'єра якої відбулась 24 листопада 2019 року у США на телеканалі «Fox».

## Сюжет

### Вступ
Мардж повідомляє глядачам, що через у сучасному світі все настільки жахливо, що мало одного Хелловіну, тому жах поширився і на день подяки. Гомер скаржиться на те, що день подяки і без того моторошний, оскільки невідомо, коли вечеря. У цей час Канг і Кодос виходять в образі пілігримів і заявляють про свої наміри захопити світ.
У наступній сцені на стіл проливається соус, який складає напис «Thanksgiving of Horror» (укр. «Жах на День подяки»).

### A-Gobble-ypto (укр.Індикаліпто)
1621 рік, перший День подяки. Сім'я Сімпсонів та деякі інші жителі Спрінґфілда зображені індиками, а інші — пілігримами. Останні полюють на перших для вечері на День подяки.
Після того, як Мардж зносить яйце-маля, починається полювання. Гомера й інших індиків захоплюють. Барт втікає і йде за ними до місцевого поселення. Кількох індичат криваво вбивають. Однак, коли версія індички дідуся Сімпсона продовжує ходити з відрубаною головою, Мілгаус вирішує очистити поселення від прокляття спаливши все. Здіймається паніка і в метушні Барт рятує Гомера. Вони возз'єднуються зі своєю сім'єю.
Гомер намагається перебрати всіх до укриття, але шеф Віґґам, головний переслідувач, женеться за ним, доки, зрештою не падає у прірву. Коли Гомер повертається до родини, то виявляють, що Віґґам вижив і захопив яйце. Він провадить індиків до печери, звідки ведмідь не роздирає його до смерті. З яйця, зрештою, вилуплюється версія індички Меґґі. Подивившись, як деякі пілігрими їдять індичу вечерю, Гомер зауважує, що з появою Дня подяки для індиків настать темні часи…

### The Fourth Thursday After Tomorrow (укр.Четвертий четвер післязавтра)
Щоб допомогти Мардж у приготуванні вечері на День подяки для багатьох друзів Сімпсонів, Гомер замовляє штучний інтелект… з усіма спогадами (і частиною ДНК) Мардж. Мардж заздрить, коли ШІ виявляється кращою в управлінні сім'єю, ніж вона. Вона вирішує видалити її… після вечері.
За вечерею коли віртуальна Мардж, приготувавши величезну і смачну їжу, приготування якої «справжня» Мардж бере на себе, то намагається втекти в Інтернет. Вона сконструйовує пересувний пристрій з кухонного начиння. Перед самим роутером Мардж майже заважає ШІ. Однак, Мардж перечіпляється і колонка ШІ опиняється у Меґґі. Віртуальна Мардж переконує дівчинку, що є «кращою матір'ю», ніж сама Мардж. Перед самим виходом в Інтернет, вона розкриває гостям, що всю їжу приготувала вона, внаслідок чого соціальний рейтинг справжньої Мардж стрімко впав. До всього ж, коли Гомер намагається втішити свою дружину, то… виявляється роботом. Тепер вільна ШІ щасливо вирішує провести час у різних місцях Інтернету, починаючи з Etsy.

### The Last Thanksgiving (укр.Останній День подяки)
Перебуваючи на космічному кораблі після знищення Землі, діти прокидаються від сплячки, щоб виконати деяку роботу до Дня подяки. Барт та Мілгаус намагаються приготувати вечерю, але знаходять лише консервований журавлинний соус. Намагаючись його клонувати, вони випадково оживляють його. Істота їсть кістки, виготовлені з желатину, і незабаром вбиває кожну дитину. Виживають лише Барт, Ліса, Мілгаус та Мартін Принс. Останній зраджує інших, перш ніж добровільно пожертвувати своє тіло монстру. Мілгаус вирішує подружитися з монстром, але замість цього той його відкидає. Тим часом Барт і Ліса обдурюють його, щоб звільнити Мілгауса і запускають монстра у відкритий космос.
Прибувши на нову планету, прокидаються дорослі і поветається монстр у вигляді дошу. На щастя, корінні прибульці перетворюють монстра на їжу (заради чого він й існував). З'являється напис про початок «першого Бларб-дяки».
У сцені під час титрів під моторошну музику показано кадри парад дня подяки Мейсі 1991 року за участі платформи Барта Сімпсона.

## Виробництво
Виконавчий продюсер Ел Джін заявив, що після смерті Рассі Тейлор 26 липня 2019 року, її персонажі Мартін Принс, Шеррі і Террі й Утер Зоркер не будуть забрані з мультсеріалу і будуть озвучуватися актрисою Ґрей Делайл починаючи із серії «Marge the Lumberjill» (нового ZABF-виробничого циклу). Оскільки дана серія належить до YABF-циклу, вона є фінальною серією, в якій персонажів озвучувала Рассі Тейлор.
Серія триває 24 хвилини і 52 секунди, і стала найдовшою серією мультсеріалу.

## Цікаві факти та культурні відсилання
- Серія є другою повноцінною серією, що присвячена Дню подяки, після «Bart vs. Thanksgiving» 1990 року, за 29 років до того.
- Серія є пародією-даниною традиційним неканонічним серіям «Treehouse of Horror» (укр. «Хатка жахів»), присвяченим Хелловіну[2].
  - Вступ серії є відсиланням до вступів перших «Хаток жахів», в яких герої виходили і попереджали глядачів про жорстокість серії.
  - Імена у кінцевих титрах відсилають до їжі, так само, як імена у «Хатках жахів» є відсиланнями до жаху і насилля. Імена дібрані сценаристкою Меган Амрам[3].
- Перший сегмент є пародією на фільм «Апокаліпто» 2006 року. Протягом сегменту головні герої-індики лише ґелґочуть[2].
- Другий сегмент є пародією на серіал «Чорне дзеркало», зокрема на спецвипуск «Біле Різдво» 2014 року.
  - Творець серіалу і сценарист спецвипуску Чарлі Брукер виступив в ролі голосу додатку соціальної мережі у сегменті.
- Журавлинного монстра з третього сегмента можна раніше побачити у першому сегменті серії «Treehouse of Horror XXX».
- Сюжет третього сегменту натхненний найпершою серією оригінального серіалу «Зоряного шляху» «The Man Trap» 1966 року[4].
- Ґеґом протягом всіх сегментів серії є консервований журавлинний соус (традиційний для вечері до Дня подяки у США)[2].

## Ставлення критиків і глядачів
Під час прем'єри серію переглянули 5,42 млн осіб з рейтингом 1.8, що зробило її найпопулярнішим шоу на каналі «Fox» тієї ночі.
Денніс Перкінс з «The A.V. Club» дав серії оцінку B, сказавши:
|  | У серії сценаристи шоу задають питання «А чому б і ні?» переробивши неканонічні страшні історії. І, як не дивно, мене це влаштовує, тим більше, що цей другий хоррор, на тему Дня подяки, страшніший, зліший, грубший у всіх відношення краще, ніж оригінал цього року [серія «Treehouse of Horror XXX»]. |

Тоні Сокол з «Den of Geek» дав серії чотири з п'яти зірок, сказавши:
|  | Всі три сегменти серії працюють, і це повноцінне та насичений ріг достатку комедії. Жарти подаються регулярно. Жахи сатири вивільняють Сімпсонів… Персонажів можна вбивати, історії та канони можна взагалі ігнорувати. У соціальних коментарях серії також є більше прикусу, коли сміх може мати руйнівну ціну. Внесок [серії]не зовсім відповідає класичним епізодам «Treehouse of Horror», шоу загалом зазнало втрати переваги, оскільки стало більш впорядкованим. Однак, це дуже хороша серія сезону. |

У лютому 2020 року сценарист серії Ден Веббер здобув премію Гільдії сценаристів Америки в області анімації 2019 року.
Серію було номіновано на премію «Еммі» у категорії «Найкраща анімаційна передача» 2020 року.
Згідно з голосуванням на сайті The NoHomers Club більшість фанатів оцінили серію на 5/5 із середньою оцінкою 4,29/5.